# Духовні вірші
Духовні вірші — віршована релігійна лірика, створювана, починаючи з XVI ст., представниками духівництва, учнями духовних шкіл, мандрівними дяками чи лірниками. За основу бралися мотиви Святого Письма, апокрифи, житія святих тощо.
Видатними авторами духовних віршів у XVII ст. були Данило Туптало (збірник «Руно орошенне»), Самійло Мокрієвич (збірник «Виноград домовитом благим насадженний») та ін. Збірник «Алфавіт зібраний, римами складений од святих писань, з давніх речень, на користь усім чтущим, в правій вірі сущим» І. Максимовича (Чернігів, 1705) мав понад 10 000 віршованих рядків.
Духовні вірші групувалися у відповідні тематичні цикли, присвячені Ісусу Христу, Матері Божій, Миколі Чудотворцю та ін., мовилося про протистояння земного і небесного, про пошуки шляхів до Божественної першосутності. Духовні вірші своєю стилістикою пов'язані з епічною, ліро-епічною та ліричною пісенними формами, зазнали впливу силабічної версифікації (XVII—XVIII ст.), а в XIX та XX ст. — нової авторської лірики. Вони часто використовувалися у шкільних драмах, їх виконували лірники. До цього жанру зверталися Тарас Шевченко, Юрій Федькович та ін., нині — Є. Сверстюк та ін.